# دستکش طلایی
دستکش طلایی (آلمانی: Der Goldene Handschuh) یک فیلم در ژانر ترسناک و درام به کارگردانی فاتح آکین است که در سال ۲۰۱۹ منتشر شد. از بازیگران آن می‌توان به هارک بوم اشاره کرد.فیلم